# Walk All Over Me
Pour plus de détails, voir Fiche technique et Distribution.
Walk All Over Me est un film canadien réalisé par Robert Cuffley (en), sorti en 2007.

## Fiche technique
- Titre : Walk All Over Me
- Réalisation : Robert Cuffley (en)
- Scénario : Robert Cuffley (en) et Jason Long (en)
- Musique : Mike Shields
- Photographie : Norayr Kasper
- Pays d'origine :  Canada
- Format : Couleurs - 2,35:1 - Dolby Digital
- Genre : Drame, Thriller
- Durée : 98 minutes
- Date de sortie : 11 septembre 2007 (Festival international du film de Toronto)

## Distribution
- Leelee Sobieski : Alberta
- Tricia Helfer : Celene
- Lothaire Bluteau : Rene
- Jacob Tierney : Paul
- Michael Eklund : Aaron
- Michael Adamthwaite (en) : Isaac
- Ross McMillan : Spencer